# 류벤 카라벨로프

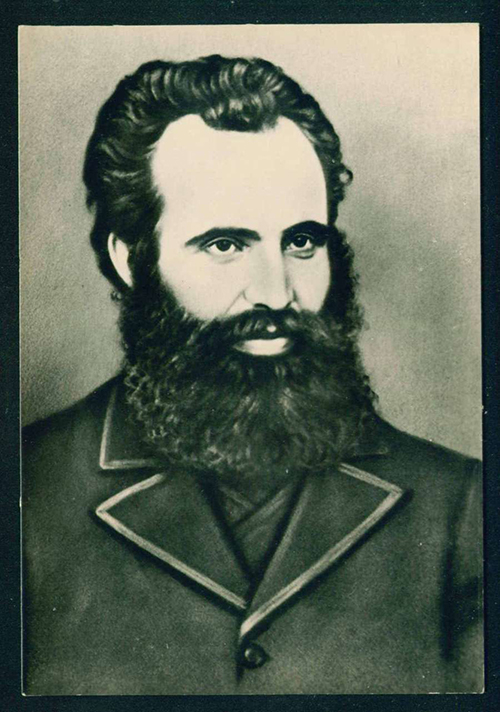
류벤 카라벨로프

류벤 스토이체프 카라벨로프(불가리아어: Любен Стойчев Каравелов, 1834년경 ~ 1879년 1월 21일)는 불가리아의 작가이자 혁명가이다.

## 생애
코프리프슈티차 출신으로 1850년에는 나이덴 게로프(Найден Геров)가 운영하고 있던 플로브디프의 학교에 입학했다. 1857년 러시아 모스크바 대학교에 입학한 뒤부터 러시아의 혁명적 민주주의 사상에 영향을 받게 된다.
1867년 세르비아 베오그라드에서 현지 신문의 러시아 특파원으로 활동했지만 1868년 세르비아의 미하일로 오브레노비치 3세 공작 암살 사건에 연루되어 오스트리아-헝가리 제국의 지배를 받고 있던 노비사드로 추방당했고 나중에 헝가리 부다페스트 교도소에 수감된다. 1869년부터 1873년까지 루마니아 부쿠레슈티에서 시인 흐리스토 보테프와 함께 신문 《자유》(Svoboda)를 발행했으며 불가리아 학술회(불가리아 과학원의 전신) 설립에 협력했다.
1870년에는 불가리아 혁명 중앙위원회(BRCK) 회장으로 선출되었고 바실 레프스키와 함께 내부 혁명 조직(VRO) 수립에 참여했다. 그의 혁명 목표는 바실 레프스키의 불가리아 민주 공화국 구상과 일치했다. 1873년부터 1874년 사이에 보테프와 함께 신문 《독립》(Nezavisimost)을 발행했다. 1873년 바실 레프스키가 처형당한 뒤부터 혁명 활동과 결별했으며 1874년 잡지 《지식》(Znanie)과 여러 과학 서적을 발행했다. 불가리아가 해방된 지 얼마 안 된 1879년 루세에서 사망했다.
주요 작품으로는 소설 《옛날의 불가리아인들》(Българи от старо време, 1867년), 《엄마의 소년》(Мамино детенце, 1875년)이 있다. 그의 동생인 펫코 카라벨로프는 불가리아의 총리를 역임했다.